# Wełecz (gmina)
Wełecz (od 1870 Busk) – dawna gmina wiejska istniejąca do 1870 roku w guberni kieleckiej. Siedzibą władz gminy był Wełecz.
Za Królestwa Polskiego gmina Wełecz należała do powiatu stopnickiego w guberni kieleckiej. 13 stycznia 1870 do gminy przyłączono pozbawiony praw miejskich Busk (obecnie Busko-Zdrój), po czym gminę przemianowano na Busk.